# Jennifer Gadirova
Jennifer Gadirova (Dublín, Irlanda, 3 de octubre de 2004) es una deportista británica de origen azerbaiyano que compite en gimnasia artística. Su hermana gemela Jessica compite en el mismo deporte.
Participó en los Juegos Olímpicos de Tokio 2020, obteniendo una medalla de bronce en la prueba por equipos (junto con Jessica Gadirova, Alice Kinsella y Amelie Morgan).
Ganó una medalla de plata en el Campeonato Mundial de Gimnasia Artística de 2022 y una medalla de plata en el Campeonato Europeo de Gimnasia Artística de 2022.

## Palmarés internacional
| Juegos Olímpicos   | Juegos Olímpicos        | Juegos Olímpicos  | Juegos Olímpicos     |
| Año                | Lugar                   | Medalla           | Prueba               |
| ------------------ | ----------------------- | ----------------- | -------------------- |
| 2020               | Tokio (Japón)           | Medalla de bronce | Concurso por equipos |
| Campeonato Mundial |                         |                   |                      |
| Año                | Lugar                   | Medalla           | Prueba               |
| 2022               | Liverpool (Reino Unido) | Medalla de plata  | Concurso por equipos |
| Campeonato Europeo |                         |                   |                      |
| Año                | Lugar                   | Medalla           | Prueba               |
| 2022               | Múnich (Alemania)       | Medalla de plata  | Concurso por equipos |